# Leonnates crinitus
Leonnates crinitus är en ringmaskart som beskrevs av Anne D. Hutchings och Reid 1991. Leonnates crinitus ingår i släktet Leonnates och familjen Nereididae. Inga underarter finns listade i Catalogue of Life.